# The Walking Dead (série de televisão)
The Walking Dead é uma série de televisão dramática e pós-apocalíptica norte-americana, desenvolvida por Frank Darabont, e baseada na série em quadrinhos de mesmo nome de Robert Kirkman, Tony Moore e Charlie Adlard. A série é uma produção original do canal AMC e é protagonizada por Andrew Lincoln como o vice-xerife Rick Grimes da primeira à nona temporada. Após a saída de Lincoln, a série passou a ser protagonizada pelos veteranos de elenco, Norman Reedus e Melissa McBride. Outros membros do elenco de longa data incluem Steven Yeun, Chandler Riggs, Lauren Cohan, Danai Gurira, Josh McDermitt, Christian Serratos, Seth Gilliam e Ross Marquand.
A série estreou em 31 de outubro de 2010  exclusivamente no canal a cabo AMC nos Estados Unidos e internacionalmente através do Fox Networks Group e Disney Media and Entertainment Distribution. No Brasil, a série estreou em 2 de novembro de 2010 no antigo canal Fox Brasil. A décima primeira e última temporada estreou em 22 de agosto de 2021 e terminou em 20 de novembro de 2022.
The Walking Dead teve sua produção realizada pela AMC Studios dentro do estado norte-americano da Geórgia, com a maioria das filmagens ocorrendo nos grandes espaços ao ar livre do Riverwood Studios perto de Senoia, Geórgia. A série foi adaptada dos quadrinhos por Frank Darabont, que também atuou como showrunner na primeira temporada. No entanto, conflitos entre Darabont e AMC forçaram sua saída da série. Seguindo Darabont, Glen Mazzara, Scott M. Gimple e Angela Kang serviram como showrunners.
Durante sua terceira temporada, The Walking Dead atraiu o maior número de espectadores de 18 a 49 anos de qualquer série de televisão a cabo ou aberta, embora a audiência diminuiu nas temporadas posteriores.  Além disso, a série foi recebida positivamente pela crítica. Foi indicada a vários prêmios, incluindo o Golden Globe Award de melhor série dramática e o Writers Guild of America Award de Nova Série.
A AMC criou uma franquia de mídia relacionada, incluindo as séries derivadas Fear the Walking Dead (2015–2023), The Walking Dead: World Beyond (2020–2021), Tales of the Walking Dead (2022), The Walking Dead: Dead City (2023–presente) e The Walking Dead: Daryl Dixon (2023–presente), além de vários webepisódios e jogos eletrônicos. Um outro spin-off, The Walking Dead: The Ones Who Live, foi anunciado para estrear em 2024, sendo protagonizado por Andrew Lincoln e Danai Gurira, que finalizará a história de seus personagens Rick Grimes e Michonne, respectivamente.

## Sinopse
The Walking Dead conta a história de um pequeno grupo de sobreviventes em um mundo pós-apocalíptico cheio de mortos-vivos. A série apresenta a excessiva jornada do grupo liderado por Rick Grimes, em busca de suprimentos e refúgios seguros. Além disso, os sobreviventes têm que lidar com dilemas morais, sentimentos confusos e desafios do dia a dia em um mundo hostil e praticamente dominado por mortos-vivos.

## Resumo
| Temporada | Temporada | Episódios | Episódios | Originalmente exibido | Originalmente exibido  |
| Temporada | Temporada | Episódios | Episódios | Estreia da temporada  | Final da temporada     |
| --------- | --------- | --------- | --------- | --------------------- | ---------------------- |
|           | 1         | 6         | 6         | 31 de outubro de 2010 | 5 de dezembro de 2010  |
|           | 2         | 13        | 13        | 16 de outubro de 2011 | 18 de março de 2012    |
|           | 3         | 16        | 16        | 14 de outubro de 2012 | 1 de abril de 2013     |
|           | 4         | 16        | 16        | 13 de outubro de 2013 | 30 de março de 2014    |
|           | 5         | 16        | 16        | 12 de outubro de 2014 | 29 de março de 2015    |
|           | 6         | 16        | 16        | 11 de outubro de 2015 | 3 de abril de 2016     |
|           | 7         | 16        | 16        | 23 de outubro de 2016 | 2 de abril de 2017     |
|           | 8         | 16        | 16        | 22 de outubro de 2017 | 15 de abril de 2018    |
|           | 9         | 16        | 16        | 7 de outubro de 2018  | 1 de abril de 2019     |
|           | 10        | 22        | 22        | 6 de outubro de 2019  | 4 de abril de 2021     |
|           | 11        | 24        | 24        | 22 de agosto de 2021  | 20 de novembro de 2022 |

### 1ª temporada (2010)
Rick Grimes é o xerife de uma pequena cidade do estado da Georgia, quando certo dia, é baleado por criminosos durante uma perseguição e entra em coma. Semanas depois, ele acorda em um hospital abandonado e totalmente danificado. Ao sair do hospital, Rick se encontra em um mundo pós-apocalíptico dominado por mortos-vivos. Depois de conhecer Morgan Jones e seu filho, Duane, que lhe explica o novo mundo, Rick decide ir para Atlanta atrás de sua família, onde um possível centro de refugiados foi montado pela Guarda Nacional. Ao chegar em Atlanta, ele logo descobre que a cidade está vazia e foi dominada pelos mortos.

### 2ª temporada (2011–2012)
Rick reencontrou sua família bem e segura com um grupo de sobreviventes. Porém, agora eles são obrigados a ir embora de Atlanta após perderem as esperanças de serem salvos e partem em busca de um novo lugar onde possam permanecer seguros e livres da horda de zumbis espalhadas pelo mundo. Quando encontram uma fazenda que permanece isolada da ameaça zumbi, o grupo tenta conquistar o seu lugar ali, dividindo o espaço com os donos da fazenda. No meio do caos, alguns dos sobreviventes vão revelando faces até então ocultase o grupo percebe que os zumbis não são o único perigo que existe.

### 3ª temporada (2012–2013)
Após os zumbis invadiram a fazenda, os sobreviventes peregrinam por alguns meses procurando por outros abrigos, até que encontram proteção atrás das grades de uma prisão abandonada. Porém a paz conquistada não dura muito tempo, pois o novo abrigo desperta a ira do primeiro grande vilão da série: o Governador, sádico líder de uma comunidade não muito longe dali chamada Woodbury. Agora o grupo de Rick deverá lutar para defender seu novo lar e suas vidas.

### 4ª temporada (2013–2014)
Superando as recentes perdas, os sobreviventes liderados por Rick Grimes continuam com suas vidas na prisão, agora reforçada com a presença dos antigos moradores de Woodbury. No entanto, a paz é novamente deixada de lado quando uma estranha epidemia começa a se espalhar pela prisão, ameaçando a vida dos sobreviventes. Além disso, o grupo de Rick também tem que lidar com o retorno do Governador, agora com um novo exército e disposto a tomar o controle da prisão de uma vez por todas.

### 5ª temporada (2014–2015)
A prisão foi destruída e vidas foram perdidas. Os sobreviventes, agora espalhados, se reencontram em um possível novo refúgio chamado Terminus. No entanto, nem tudo é o que aparenta ser e o grupo de Rick descobre que seus habitantes são canibais e novamente precisam lutar por suas vidas. Após se livrarem dos canibais, o grupo precisa comandar duas missões: resgatar Beth Greene de um hospital em Atlanta, onde está aprisionada, e levar Eugene Porter até Washington para possivelmente conseguir a cura da epidemia zumbi. Quando ambas missões falham, o grupo acaba ficando sem rumo novamente, até que conhecem um estranho disposto a levá-los para um comunidade chamada Alexandria, localizada nos arredores da capital.

### 6ª temporada (2015–2016)
Após serem aceitos em Alexandria, Rick Grimes e seu grupo tentam se adaptar a nova vida, lidando com os recentes acontecimentos. Mas a paz não é duradoura. Dessa vez terão que enfrentar ameaça atrás de ameaça, seja dentro, com os moradores mostrando algumas de suas reais personalidades, quanto fora da comunidade quando uma manada de zumbis se aproxima dos portões, além de enfrentarem um grupo de saqueadores psicopatas chamados de Lobos e o insano grupo dos Salvadores, mas, dessa vez, os sobreviventes vão descobrir que os Salvadores e seu líder, Negan, não são um grupo qualquer.

### 7ª temporada (2016–2017)
Membros do grupo de Rick são mortos brutalmente por Negan, que exige que eles lhe forneçam metade dos suprimentos de Alexandria. Despedaçado, Rick obedece suas ordens; porém, mais tarde, é convencido a lutar quando é apresentado a algumas outras comunidades, como Hilltop, o Reino, Oceanside e os Catadores. Agora, Rick fará o possível para unir todas as comunidades e colocar de vez um fim no reinado de Negan e os Salvadores.

### 8ª temporada (2017–2018)
A guerra está declarada. As comunidades estão unidas e otimistas para derrotar os Salvadores. Vários Salvadores são mortos e presos. No entanto, a atitude de membros do grupo de Rick em busca de vingança acaba dando errado, o que dá oportunidade aos Salvadores de se reerguerem e novamente tomarem o controle das comunidades. Agora, cabe a Rick e aos outros arquitetarem um novo plano para saírem salvos e vitoriosos, dando um novo desfecho a esta guerra.

### 9ª temporada (2018–2019)
Após a guerra contra os Salvadores, que causou a morte de várias pessoas, afetando consideravelmente os sobreviventes, Rick decide acreditar na esperança de seu filho, Carl, e tentar construir um futuro entre as comunidades; então, sob sua liderança, os sobreviventes trabalham na reconstrução da civilização. As comunidades enfrentam obstáculos e perigos inesperados, um deles sendo uma força formidável que se veste e vive como os zumbis: os Sussurradores, um perigoso grupo que ameaça toda a ideia de civilização que todos trabalharam para construir.

### 10ª temporada (2019–2021)
Poucos meses depois, quando o grupo de sobreviventes cruzou o caminho dos Sussurradores no duro inverno, as comunidades ainda estão tentando lidar com as consequências do encontro com o horrível poder de Alpha e os Sussurradores. Os selvagens e perigosos Sussurradores são uma ameaça que os sobreviventes nunca enfrentaram e precisarão ter cautela para poder enfrentá-los ou pelo menos dividir território com eles. A ideia de que uma civilização pode sobreviver num mundo cheio de mortos-vivos é colocada em dúvida diante de um novo cenário perigoso.

### 11ª temporada (2021–2022)
AMC anunciou que The Walking Dead foi renovado para uma décima primeira temporada em 5 de outubro de 2019. A temporada foi originalmente planejada para estrear em outubro de 2020, mas a produção foi adiada devido à pandemia de COVID-19. AMC confirmou em setembro de 2020 que a série seria concluída com a décima primeira temporada, cobrindo 24 episódios ao longo de um período de transmissão de dois anos. A última temporada estreou em 22 de agosto de 2021.

## Elenco e personagens
A lista abaixo contém os atores que foram creditados na sequência de abertura como principais da série. A lista também inclui outros atores principais que são creditados como "também estrelando" após a abertura. Atores que são apenas recorrentes e convidados são listados nas páginas individuais das temporadas.
| Ator/Atriz             | Personagens                 | Temporadas | Temporadas | Temporadas         | Temporadas | Temporadas         | Temporadas         | Temporadas | Temporadas | Temporadas         | Temporadas | Temporadas         | Total de Aparições |
| ---------------------- | --------------------------- | ---------- | ---------- | ------------------ | ---------- | ------------------ | ------------------ | ---------- | ---------- | ------------------ | ---------- | ------------------ | ------------------ |
| Ator/Atriz             | Personagens                 | 1ª         | 2ª         | 3ª                 | 4ª         | 5ª                 | 6ª                 | 7ª         | 8ª         | 9ª                 | 10ª        | 11ª                | Total de Aparições |
| Andrew Lincoln         | Rick Grimes                 | Principal  | Principal  | Principal          | Principal  | Principal          | Principal          | Principal  | Principal  | Principal          |            | Convidado Especial | 100 Eps.           |
| Jon Bernthal           | Shane Walsh                 | Principal  | Principal  | Convidado Especial |            |                    |                    |            |            | Convidado Especial |            |                    | 20 Eps.            |
| Sarah Wayne Callies    | Lori Grimes                 | Principal  | Principal  | Principal          |            |                    |                    |            |            |                    |            |                    | 22 Eps.            |
| Laurie Holden          | Andrea                      | Principal  | Principal  | Principal          |            |                    |                    |            |            |                    |            |                    | 31 Eps.            |
| Jeffrey DeMunn         | Dale Horvath                | Principal  | Principal  |                    |            |                    |                    |            |            |                    |            |                    | 16 Eps.            |
| Steven Yeun            | Glenn Rhee                  | Principal  | Principal  | Principal          | Principal  | Principal          | Principal          | Principal  |            |                    |            |                    | 64 Eps.            |
| Chandler Riggs         | Carl Grimes                 | Principal  | Principal  | Principal          | Principal  | Principal          | Principal          | Principal  | Principal  |                    |            |                    | 70 Eps.            |
| Norman Reedus          | Daryl Dixon                 | Recorrente | Principal  | Principal          | Principal  | Principal          | Principal          | Principal  | Principal  | Principal          | Principal  | Principal          | 142 Eps.           |
| Melissa McBride        | Carol Peletier              | Recorrente | Principal  | Principal          | Principal  | Principal          | Principal          | Principal  | Principal  | Principal          | Principal  | Principal          | 115 Eps.           |
| Lauren Cohan           | Maggie Greene               |            | Recorrente | Principal          | Principal  | Principal          | Principal          | Principal  | Principal  | Principal          | Principal  | Principal          | 100 Eps.           |
| Danai Gurira           | Michonne                    |            | Stand-in   | Principal          | Principal  | Principal          | Principal          | Principal  | Principal  | Principal          | Principal  | Convidado Especial | 87 Eps.            |
| Scott Wilson           | Hershel Greene              |            | Recorrente | Principal          | Principal  |                    |                    |            |            | Convidado Especial |            |                    | 29 Eps.            |
| Michael Rooker         | Merle Dixon                 | Convidado  | Convidado  | Principal          |            |                    |                    |            |            |                    |            |                    | 14 Eps.            |
| David Morrissey        | O Governador                |            |            | Principal          | Principal  | Convidado Especial |                    |            |            |                    |            |                    | 18 Eps.            |
| Emily Kinney           | Beth Greene                 |            | Recorrente | Recorrente         | Principal  | Principal          |                    |            |            |                    |            |                    | 26 Eps.            |
| Chad Coleman           | Tyreese Williams            |            |            | Recorrente         | Principal  | Principal          |                    |            |            |                    |            |                    | 19 Eps.            |
| Sonequa Martin-Green   | Sasha Williams              |            |            | Recorrente         | Principal  | Principal          | Principal          | Principal  |            | Convidado Especial |            |                    | 42 Eps.            |
| Lawrence Gilliard Jr.  | Bob Stookey                 |            |            |                    | Principal  | Principal          |                    |            |            |                    |            |                    | 11 Eps.            |
| Michael Cudlitz        | Abraham Ford                |            |            |                    | Recorrente | Principal          | Principal          | Principal  |            |                    |            |                    | 28 Eps.            |
| Josh McDermitt         | Eugene Porter               |            |            |                    | Recorrente | Principal          | Principal          | Principal  | Principal  | Principal          | Principal  | Principal          | 75 Eps.            |
| Christian Serratos     | Rosita Espinosa             |            |            |                    | Recorrente | Principal          | Principal          | Principal  | Principal  | Principal          | Principal  | Principal          | 84 Eps.            |
| Alanna Masterson       | Tara Chambler               |            |            |                    | Recorrente | Principal          | Principal          | Principal  | Principal  | Principal          |            |                    | 50 Eps.            |
| Andrew J. West         | Gareth                      |            |            |                    | Convidado  | Principal          |                    |            |            |                    |            |                    | 04 Eps.            |
| Seth Gilliam           | Gabriel Stokes              |            |            |                    |            | Principal          | Principal          | Principal  | Principal  | Principal          | Principal  | Principal          | 63 Eps.            |
| Lennie James           | Morgan Jones                | Convidado  |            | Convidado Especial |            | Recorrente         | Principal          | Principal  | Principal  |                    |            |                    | 30 Eps.            |
| Alexandra Breckenridge | Jessie Anderson             |            |            |                    |            | Recorrente         | Principal          |            |            |                    |            |                    | 11 Eps.            |
| Ross Marquand          | Aaron                       |            |            |                    |            | Recorrente         | Principal          | Principal  | Principal  | Principal          | Principal  | Principal          | 67 Eps.            |
| Austin Nichols         | Spencer Monroe              |            |            |                    |            | Recorrente         | Principal          | Principal  |            |                    |            |                    | 14 Eps.            |
| Tovah Feldshuh         | Deanna Monroe               |            |            |                    |            | Recorrente         | Principal          |            |            |                    |            |                    | 10 Eps.            |
| Jeffrey Dean Morgan    | Negan                       |            |            |                    |            |                    | Convidado Especial | Principal  | Principal  | Principal          | Principal  | Principal          | 57 Eps.            |
| Austin Amelio          | Dwight                      |            |            |                    |            |                    | Recorrente         | Principal  | Principal  |                    |            |                    | 21 Eps.            |
| Tom Payne              | Paul "Jesus" Rovia          |            |            |                    |            |                    | Recorrente         | Principal  | Principal  | Principal          |            |                    | 22 Eps.            |
| Xander Berkeley        | Gregory                     |            |            |                    |            |                    | Convidado          | Recorrente | Principal  | Convidado          |            |                    | 15 Eps.            |
| Khary Payton           | Ezekiel                     |            |            |                    |            |                    |                    | Recorrente | Principal  | Principal          | Principal  | Principal          | 48 Eps.            |
| Steven Ogg             | Simon                       |            |            |                    |            |                    | Convidado          | Recorrente | Principal  |                    |            |                    | 13 Eps.            |
| Katelyn Nacon          | Enid                        |            |            |                    |            | Convidado          | Recorrente         | Recorrente | Principal  | Principal          | Stand-in   |                    | 34 Eps.            |
| Pollyanna McIntosh     | Anne "Jadis"                |            |            |                    |            |                    |                    | Convidado  | Principal  | Principal          |            |                    | 15 Eps.            |
| Callan McAuliffe       | Alden                       |            |            |                    |            |                    |                    |            | Recorrente | Principal          | Principal  | Principal          | 27 Eps.            |
| Avi Nash               | Siddiq                      |            |            |                    |            |                    |                    |            | Recorrente | Principal          | Principal  |                    | 25 Eps.            |
| Samantha Morton        | Alpha                       |            |            |                    |            |                    |                    |            |            | Principal          | Principal  |                    | 19 Eps.            |
| Ryan Hurst             | Beta                        |            |            |                    |            |                    |                    |            |            | Recorrente         | Principal  |                    | 14 Eps.            |
| Eleanor Matsuura       | Yumiko                      |            |            |                    |            |                    |                    |            |            | Recorrente         | Principal  | Principal          | 29 Eps.            |
| Cooper Andrews         | Jerry                       |            |            |                    |            |                    |                    | Recorrente | Recorrente | Recorrente         | Principal  | Principal          | 44 Eps.            |
| Nadia Hilker           | Magna                       |            |            |                    |            |                    |                    |            |            | Recorrente         | Principal  | Principal          | 29 Eps.            |
| Cailey Fleming         | Judith Grimes               |            |            | Recorrente         | Recorrente | Recorrente         | Recorrente         | Recorrente | Recorrente | Recorrente         | Principal  | Principal          | 83 Eps.            |
| Cassady McClincy       | Lydia                       |            |            |                    |            |                    |                    |            |            | Recorrente         | Principal  | Principal          | 31 Eps.            |
| Lauren Ridloff         | Connie                      |            |            |                    |            |                    |                    |            |            | Recorrente         | Principal  | Principal          | 29 Eps.            |
| Paola Lázaro           | Juanita Sanchez             |            |            |                    |            |                    |                    |            |            |                    | Recorrente | Principal          | 15 Eps.            |
| Michael James Shaw     | Michael Mercer              |            |            |                    |            |                    |                    |            |            |                    |            | Principal          | 15 Eps.            |
| Lynn Collins           | Leah Shaw                   |            |            |                    |            |                    |                    |            |            |                    | Convidado  | Principal          | 9 Eps.             |
| Josh Hamilton          | Lance Hornsby               |            |            |                    |            |                    |                    |            |            |                    |            | Principal          | 14 Eps.            |
| Margot Bingham         | Stephanie Vega / Max Mercer |            |            |                    |            |                    |                    |            |            | Convidado          | Recorrente | Principal          | 14 Eps.            |
| Laila Robins           | Pamela Milton               |            |            |                    |            |                    |                    |            |            |                    |            | Principal          | 10 Eps.            |

## Produção

### Desenvolvimento

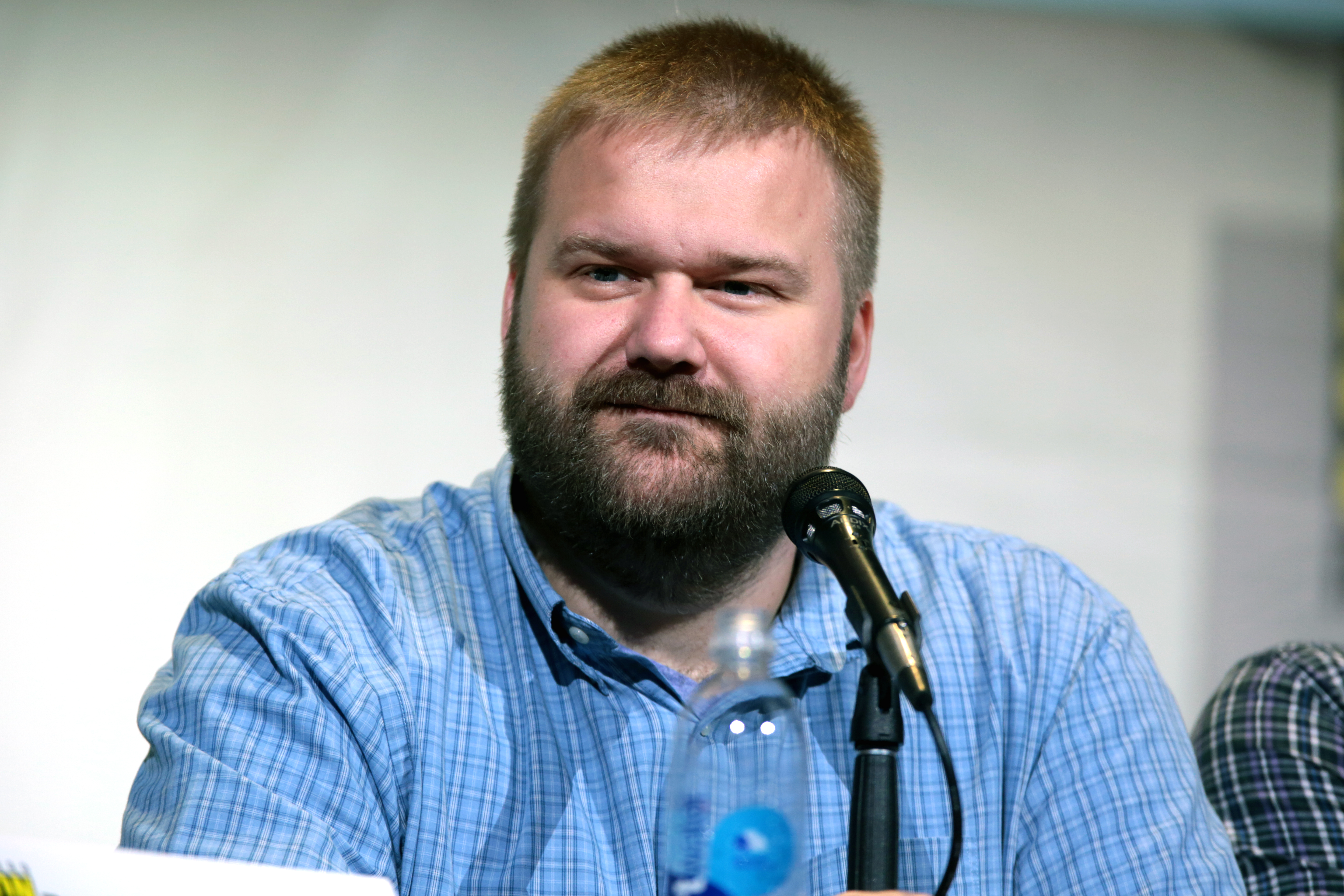
Robert Kirkman, o criador da série em quadrinhos e um dos produtores executivos da série de televisão, na San Diego Comic-Con de 2016.

Em 20 de janeiro de 2010, a AMC anunciou oficialmente que eles haviam encomendado um piloto para uma possível série adaptada da revista de história em quadrinhos The Walking Dead, com Frank Darabont e Gale Anne Hurd atuando como os produtores executivos e Darabont como diretor e roteirista também. Toda a série foi pré-encomendada baseada apenas na força do material de origem, os roteiros de televisão e o envolvimento de Darabont. Em janeiro de 2010, uma resenha do roteiro do piloto atraiu mais atenção. As gravações do piloto começaram em 15 de maio de 2010, em Atlanta, Geórgia, após a AMC ter encomendado uma temporada de seis episódios. O restante dos episódios da temporada começaram a ser gravados em 2 de junho de 2010, com Darabont sendo o produtor responsável pela série. Em 17 de julho de 2010, Darabont revelou quem iria escrever e dirigir os seis episódios. Darabont escreveu/co-escreveu os primeiros três episódios e dirigiu o piloto. Michelle MacLaren dirigiu o segundo episódio. O produtor executivo Charles H. Eglee e o co-produtor Jack LoGiudice co-escreveram o terceiro episódio com Darabont, com Gwyneth Horder-Payton dirigindo. O quarto episódio foi escrito pelo produtor executivo Robert Kirkman, o criador e roteirista dos quadrinhos, com Johan Renck sendo o diretor. O quinto episódio foi escrito por Glen Mazzara e dirigido por Ernest Dickerson. O sexto episódio foi escrito por Adam Fierro e dirigido por Guy Ferland. A série foi filmada em sua totalidade em 16 mm. David Tattersall foi o diretor de fotografia do piloto, com David Boyd assumindo o cargo no restante dos episódios. A direção de arte ficou a cargo de Greg Melton e Alex Hadju. A maquiagem de efeitos especiais foi feita por Gregory Nicotero.
Em 31 de agosto de 2010, Frank Darabont anunciou que The Walking Dead ganharia uma segunda temporada, com a produção começando em fevereiro de 2011. Em 8 de novembro de 2010, a AMC confirmou uma segunda temporada de 13 episódios que estreou dia 16 de outubro de 2011 nos Estados Unidos. Darabont também disse que ele gostaria de incluir alguns dos "elementos ambientais" que ocorrem durante o volume 2 dos quadrinhos de Kirkman. No início da segunda temporada, o canal AMC renovou o contrato para uma terceira e quarta temporada.
Em julho de 2011, Frank Darabont foi demitido de sua posição como showrunner da série, por práticas de negócios antiéticas de chefes da AMC. O produtor executivo Glen Mazzara foi nomeado o novo showrunner no lugar de Darabont. Novos escritores se juntaram à equipe de roteiristas na segunda temporada, incluindo o co-produtor executivo Evan Reilly, o produtor Scott M. Gimple, a editora de histórias Angela Kang e David Leslie Johnson. Os novos escritores da terceira temporada incluíram os produtores Nichole Beattie e Sang Kyu Kim, com Frank Renzulli contribuindo com um roteiro freelance.
Após a conclusão da terceira temporada, Glen Mazzara deixou sua posição de produtor responsável pela série, por acordo mútuo entre Mazzara e AMC. O comunicado à imprensa dizia: "Ambas as partes reconhecem que há uma diferença de opinião sobre para onde o show deve seguir em frente e concluem que é melhor se separar". Scott M. Gimple sucedeu Mazzara como showrunner para a quarta temporada, com novos escritores se juntando à equipe de escritores, como Curtis Gwinn, Channing Powell e Matt Negrete. Em janeiro de 2018, foi anunciado que Gimple seria promovido ao recém-criado cargo de Diretor de Conteúdo de toda a franquia Walking Dead, e que Angela Kang o substituiria como showrunner a partir da nona temporada.

### Narrativa
A série de televisão geralmente tende a seguir os quadrinhos de Kirkman nos principais personagens e enredos; um exemplo disso são os eventos no episódio de estreia da sétima temporada que se correlacionam com os eventos da edição #100 dos quadrinhos. A série não tenta ir passo a passo com os quadrinhos e tem folga na narrativa. Em particular, os escritores da série, junto com Kirkman, muitas vezes "transferem" como um personagem morreu nos quadrinhos para um personagem diferente na série. Um exemplo claro disso ocorre na quarta temporada, quando Hershel Greene é decapitado pelo Governador no confronto com o grupo de Rick na prisão; nos quadrinhos, Tyreese é quem sofre esse destino. Alguns dos personagens da série de televisão, como Carol, sobreviveu mais tempo ao contrário dos quadrinhos, enquanto outros que já foram mortos, como Sophia e Andrea, permaneceram vivos por mais algum tempo na série de quadrinhos. Além disso, os escritores incluíram personagens totalmente novos para a série, como Daryl Dixon, onde a produtora Gale Anne Hurd diz que ajuda a criar uma nova dinâmica para a série e mantém o público adivinhando o que já havia sido estabelecido na série de quadrinhos.

### Escolha do elenco

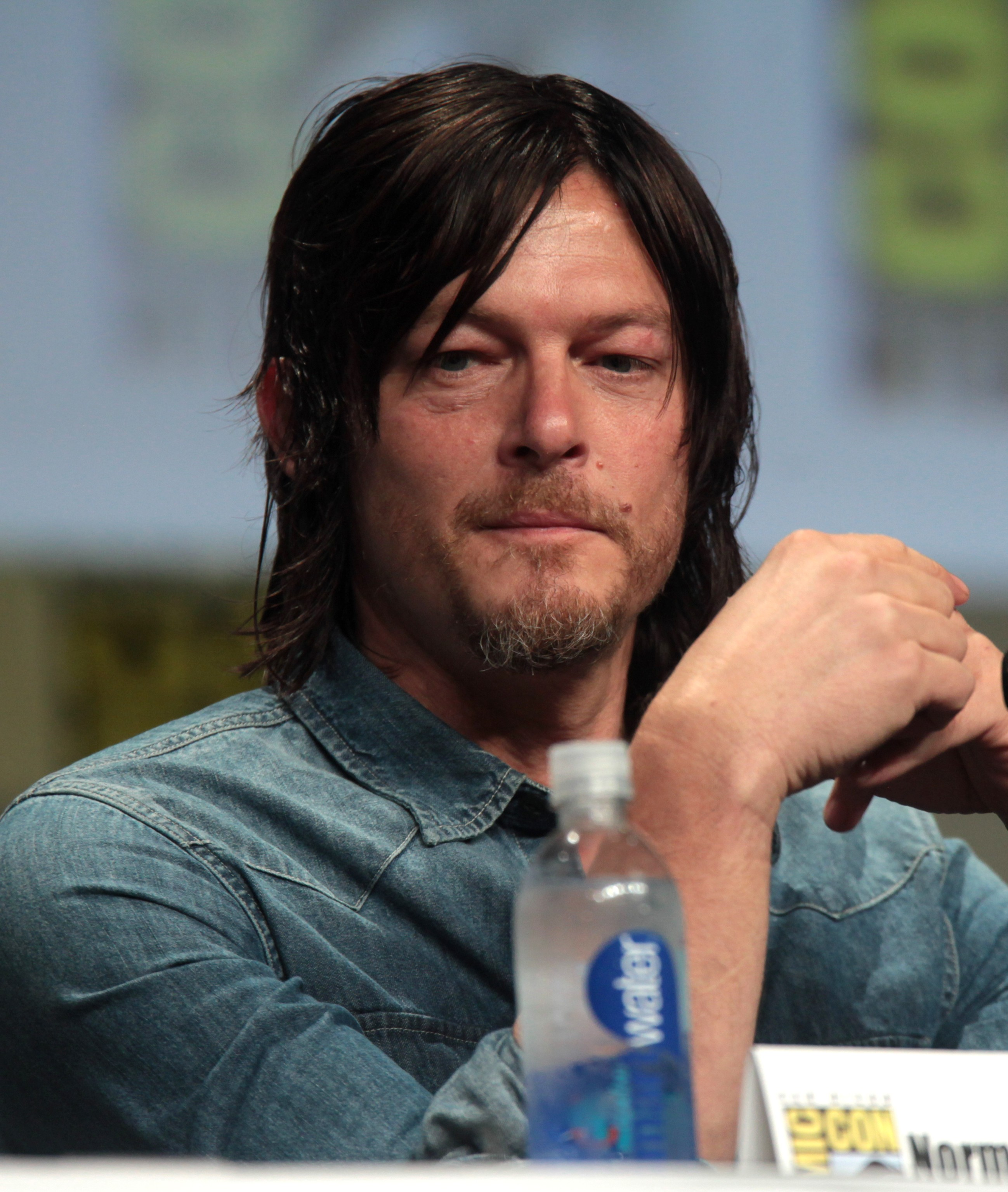
O ator Norman Reedus se tornou um dos mais bem pagos da série ao longo das temporadas, pelo desenvolvimento de seu personagem Daryl Dixon.

The Walking Dead apresentou um grande elenco ao longo das temporadas. Andrew Lincoln foi escalado para viver o protagonista Rick Grimes em abril de 2010. A produtora executiva Gale Anne Hurd, inicialmente não esperava que Lincoln fosse interpretar Grimes. Ao ouvir o anúncio, o escritor Robert Kirkman sentiu que Lincoln era um "descobrimento incrível" e acrescentou que ele encarna com precisão as características de Rick Grimes. Ainda em abril de 2010, atriz Sarah Wayne Callies foi anunciada para interpretar a esposa de Rick, Lori Grimes. Norman Reedus leu o roteiro do programa e demonstrou muito interesse em fazer parte do projeto. Os produtores escolheram inicialmente o papel de Merle para Reedus, mas Michael Rooker ficou com o papel. Os produtores gostaram da audição de Reedus e deram a ele o papel de Daryl. Steven Yeun foi anunciado para fazer parte do elenco principal como Glenn em maio de 2010, junto com Laurie Holden, que foi escolhida para fazer Andrea. A atriz Melissa McBride foi escolhida para dar vida a Carol no segundo semetre de 2010. McBride não fez um teste para o papel de Carol e simplesmente recebeu o papel, acreditando que seria um trabalho de curto prazo.
Os salários do elenco para os atores principais aumentaram significativamente ao longo da série, até a etemporada. No geral, os salários eram mais baixos em comparação com outros dramas semelhantes, incluindo Mad Men da própria AMC, mas isso foi justificado devido à volatilidade de qualquer personagem sendo potencialmente descartado do programa. Norman Reedus e Melissa McBrid ganharam cerca de US$ 9.500 por episódio durante a primeira temporada e, na sétima temporada, chegaram a US$ 80.000 por episódio. O próprio Lincoln estava ganhando apenas US$ 90.000 por episódio na sétima temporada. Na nona temporada, com a saída de Lincoln, Reedus havia repetidamente garantido um pagamento de US$ 350.000 por episódio mais incentivos adicionais, potencialmente ganhando US$ 50-90 milhões em três temporadas. McBride da mesma forma conseguiu um contrato estendido na nona temporada no valor de US$ 20 milhões ao longo de três temporadas. Ambos tinham a intenção de garantir o par como figuras centrais para a série que estava acontecendo na ausência de Lincoln.

#### Controvérsias
A atriz Laurie Holden, afirmou em uma convenção Walker Stalker Con, em New Jersey, que tinha até mesmo um contrato de longa duração para atuar na série e por isso estava prestes a se mudar para a Geórgia, onde The Walking Dead é gravado. Laurie Holden respondeu: "Bem, eu tinha um contrato de oito anos, eu deveria ficar até o fim. Eu deveria acabar me relacionando com Rick. Eu deveria ter salvo Woodbury a cavalo e eu estava comprando uma casa em Atlanta. Recebi a ligação às 22:00 na noite anterior às filmagens do showrunner que não está mais em The Walking Dead, Glen Mazzara, dizendo que não puderam escrever o episódio e que ele iria matar a minha personagem. Então recebemos o roteiro e todos nós estávamos chorando no set. Me senti como se tivesse levado um tiro. Nada aconteceu como deveria ter acontecido".
No final da oitava temporada, a atriz Lauren Cohan terminou seu contrato em The Walking Dead como uma regular da série. Mais tarde, foi relatado que Cohan não havia chegado a um acordo para assinar a 9ª temporada como um membro do elenco principal devido a uma disputa salarial, já que ela exigia um salário maior mais próximo de seus colegas de elenco Andrew Lincoln e Norman Reedus. AMC recusou, e Cohan começou a se tornar disponível para pilotos de TV. Ela então foi contratada para o papel da agente da CIA Francesca "Frankie" Trowbridge no piloto da série da ABC  Whiskey Cavalier , co-estrelando com Scott Foley. Mais tarde, a série da ABC seria chamada Whiskey Cavalier. Mais tarde, foi confirmado que ela havia chegado a um acordo para aparecer na 9ª temporada com uma capacidade limitada de 6 episódios na primeira metade da 9ª temporada. Whiskey Cavalier então foi cancelado após uma temporada, e Cohan afirmou que estaria retornando ao The Walking Dead como Maggie para a décima e décima primeria temporadas, as últimas da série.

### Música
Bear McCreary foi contratado para compor a trilha sonora da série. McCreary afirmou que o tema principal foi baseado em sua visão dos designs de produção para a sequência do título de abertura. Em vez de fazer uma música-tema completa, como em seus trabalhos anteriores, McCreary escolheu usar um motivo simples e repetitivo da seção de cordas.
| “ | Ele se repete continuamente e, de fato, no episódio piloto, você começa a ouvi-lo antes que a abertura comece, e isso é algo que continua episódio a episódio. Você ouve a música da abertura antes da abertura começar, então você sabe que está chegando. Isso, para mim, foi o pequeno gancho - aquela coisinha que, sempre que você ouve, te leva para a série. — Bear McCreary | ” |

### Filmagens
The Walking Dead é predominantemente filmado na Geórgia. Desde 2002, o estado oferece um incentivo fiscal para grandes produções cinematográficas, a fim de atrair produtores ao estado e impulsionar sua economia.
A primeira temporada foi filmada principalmente em Atlanta, mas exigiu uma grande coordenação com a cidade para fechar ruas e parques para as filmagens. A produção das temporadas subsequentes mudou principalmente para a Riverwood Studios (Raleigh Studios Atlanta), um terreno que cobre aproximadamente 120 acres (0,49 km²), localizado fora de Senoia, Geórgia. Algumas casas existentes em Senoia foram usadas para as filmagens por autorização de algumas famílias, onde essas casas servem para ambientar a Zona Segura de Alexandria. Outros edifícios são construídos como cenários, como as imagens externas da mansão principal no Hilltop, os montes de lixo usados pelos Catadores ou a igreja do Padre Gabriel. Os conjuntos são demolidos quando não são mais necessários. Os cenários internos da prisão durante a terceira temporada foram reutilizados para servir como edifícios e cenários para o Santuário dos Salvadores na sétima temporada. Em julho de 2017, a AMC comprou o lote do estúdio de Riverwood por US$ 8,25 milhões.

### Marketing

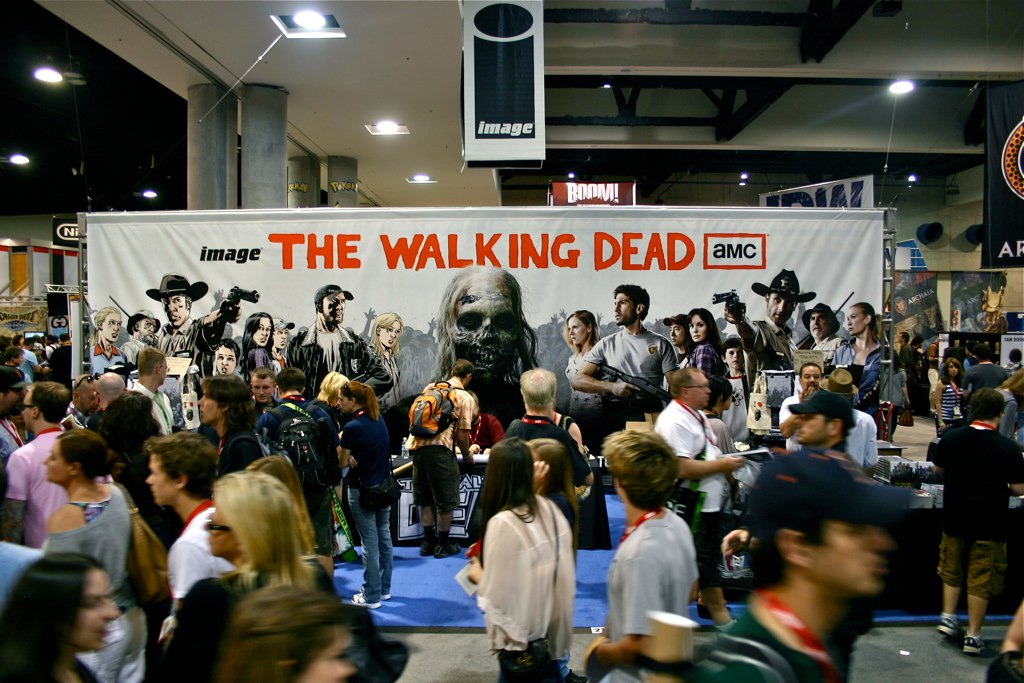
Banner promocional da primeira temporada na San Diego Comic-Con em 2010.

The Walking Dead estreou na mesma semana em 120 países. Como parte de uma campanha expansiva para anunciar e aumentar a expectativa para a estreia, AMC e Fox International Channels coordenaram um evento de invasão de zumbis em todo o mundo em 26 de outubro de 2010. A façanha envolveu a invasão de 26 grandes cidades em um período de 24 horas, começando com Taipei e Hong Kong e terminando em Los Angeles para a estreia nos Estados Unidos.
O site oficial da série foi lançado, pouco antes da San Diego Comic-Con em 2010, um curta-metragem baseado na edição nº 1 da história em quadrinhos original foi lançado e dublado por Phil LaMarr. O site também postou um documentário de making of principalmente sobre o primeiro episódio, bem como uma série de outros vídeos e entrevistas de bastidores. No documentário, o criador e produtor executivo da série de televisão Robert Kirkman, assim como o artista Charlie Adlard, dizem que estão satisfeitos com a fidelidade da série aos quadrinhos e observam as semelhanças entre os atores e os desenhos dos personagens originais dos quadrinhos.
Bonecos de personagens da série foram criados para lançamento em novembro de 2011 e continuaram ao longo dos anos com oito formações. As figuras, que são fabricadas pela McFarlane Toys, são projetadas para se parecerem com os atores da série. Figuras criadas para se assemelhar aos personagens desenhados na história em quadrinhos foram lançadas em setembro de 2011.

## Lançamento e transmissão

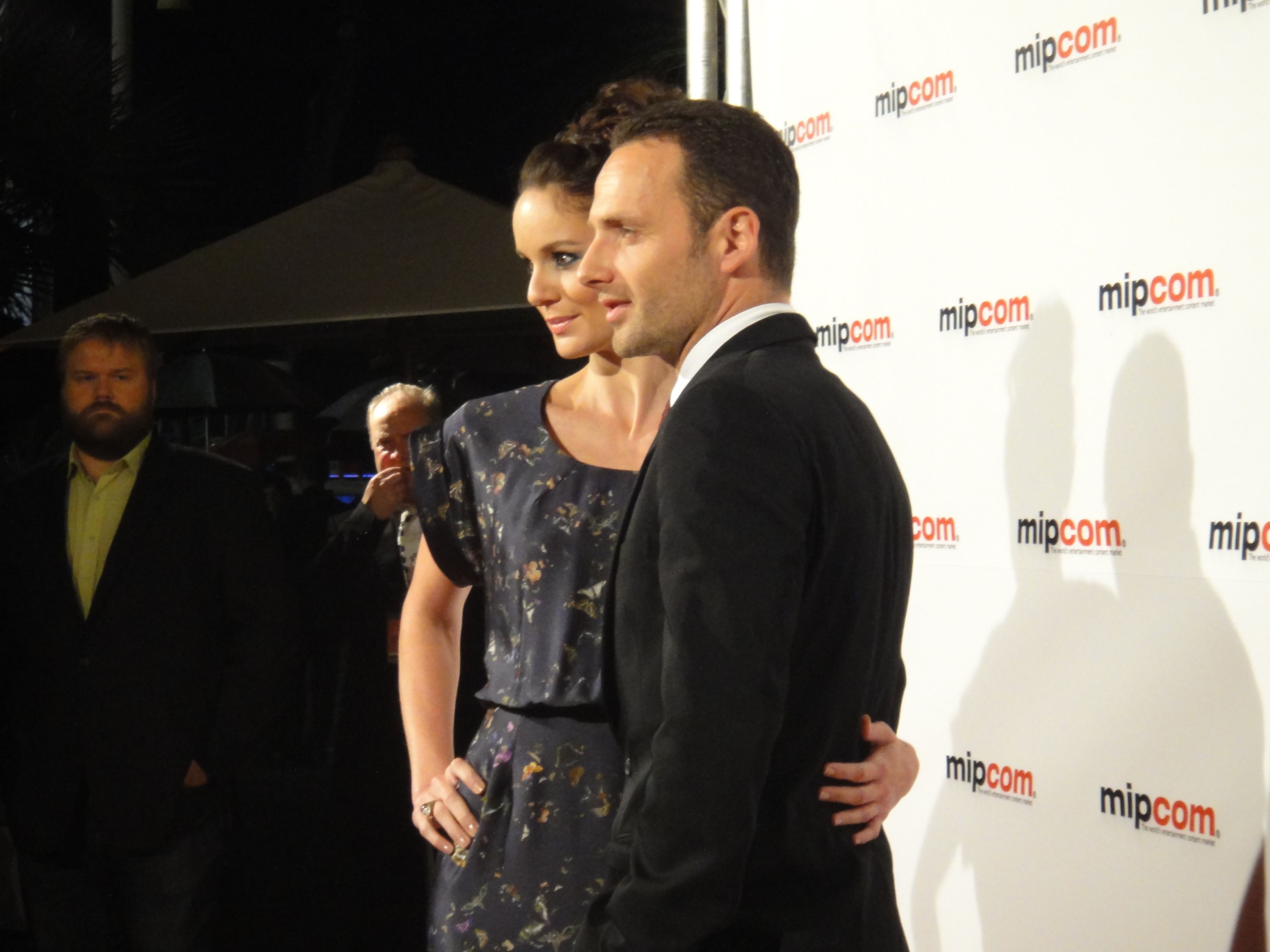
Sarah Wayne Callies e Andrew Lincoln durante a premiere da série em 2010; Robert Kirkman está ao fundo na esquerda.

Os direitos de exibição da série para o exterior foram vendidos e anunciados em 14 de junho de 2010. As cenas do piloto foram exibidas em 23 de julho de 2010, como parte da San Diego Comic Con de 2010. Ele estreou na AMC em 31 de outubro de 2010 e internacionalmente nos canais internacionais da Fox durante a primeira semana de novembro. Quase duas semanas antes da estreia oficial na AMC, o episódio piloto vazou online. Os direitos de transmissão internacional da série foram vendidos e anunciados em 14 de junho de 2010. A série vai ao ar nos canais internacionais da Fox em 126 países em 33 idiomas.
A estreia da segunda temporada nos Estados Unidos quebrou recordes de audiência para um programa de televisão a cabo feito para público entre 18 a 49 anos, uma marca que já durava dez anos. Foram 7.26 milhões de telespectadores. O sucesso se repete em outros mercados. No Brasil, a série é transmitida pela Fox Brasil, que também teve um recorde de audiência com a série. Na TV Aberta, a emissora Band exibiu as cinco primeiras temporadas, a primeira foi transmitida de 9 de janeiro de 2013 a 12 de fevereiro de 2013, a segunda temporada foi transmitida de 19 de fevereiro de 2013 a 19 de março de 2013, a terceira temporada foi dividida em duas partes, a primeira parte sendo transmitida de 21 de maio de 2013 a 9 de julho de 2013, e a segunda parte sendo transmitida de 20 de fevereiro de 2014 a 27 de março de 2014, e a quinta temporada foi transmitida de 5 de janeiro de 2015 a 2 de março de 2015.

## Recepção

### Resposta da crítica
As primeiras seis temporadas, a nona e a décima temporadas de The Walking Dead foram bem avaliadas por críticos reconhecidos, enquanto a sétima e a oitava temporadas receberam críticas mais mistas. No Rotten Tomatoes, a série tem uma pontuação média de 81%.
Na primeira temporada, 87% dos 29 críticos do Rotten Tomatoes deram uma avaliação positiva, com uma pontuação média de 7,32/10. O consenso do site diz: "Salpicado de sangue, emocionalmente ressonante e intenso, The Walking Dead coloca uma versão inteligente do muito usado subgênero zumbi". O Metacritic deu à primeira temporada 82/100 com base em 25 avaliações, 23 dos quais foram positivos, dois mistos e nenhum negativo.
Na segunda temporada, 80% das 24 avaliações do Rotten Tomatoes foram positivas, com uma pontuação média de 8,08/10. O consenso do site diz: "A segunda temporada de The Walking Dead desenvolve os personagens enquanto mantém a tensão exaustiva e o sangue que fizeram do show um sucesso." Das 22 análises do Metacritic, 18 foram positivas, quatro misto e nenhum negativo; sua pontuação média foi de 80/100. As primeiras críticas à série incidiram sobre o ritmo lento da segunda temporada, principalmente na primeira parte. Ken Tucker, da Entertainment Weekly, descreveu a série como "uma novela de fim de noite", comparando-a a "uma paródia de uma peça de Samuel Beckett" que tinha muito pouco senso de direção e poucas aparições de zumbis. Nate Rawlings, do entretenimento online da Time observou que “o ritmo durante a primeira metade desta temporada foi brutalmente lento. [...] Eles tentaram desenvolver os personagens individualmente, mas cada subtrama destinada a adicionar uma camada a um personagem foi rapidamente resolvida”. Avaliações subsequentes de outros críticos, como Scott Wampler do Collider.com, reconheceram a qualidade superior da segunda metade, afirmando que "parecia muito mais intenso, mais interessante, melhor escrito". Reconhecendo a temporada em geral, Kevin Yeoman do Screen Rant elogiou que "os roteiristas conseguiram se livrar da monotonia intermitente causada pela natureza serial do programa".
A terceira temporada teve 88% dos 33 críticos do Rotten Tomatoes que deram uma avaliação positiva, com uma pontuação média de 7,86/10. O consenso do site diz: "O terror palpável e as emoções viscerais continuam na terceira temporada de The Walking Dead, junto com o sentimento mais profundo das pessoas que habitam sua paisagem apocalíptica". As 19 avaliações do Metacritic foram avaliadas. A temporada recebeu pontuação 82/100, todas sendo críticas positivas.
Para a quarta temporada, 83% das críticas do Rotten Tomatoes foram positivas, com uma pontuação média de 7,62/10. O consenso do site afirma: "Constantemente empolgante, com desenvolvimento sólido de personagens e sangue suficiente para agradar os fãs de Grindhouse, esta temporada de The Walking Dead continua a provar o porque é um dos melhores programas de terror da televisão". O Metacritic deu à temporada 75/100 com base em 16 análises, 13 das quais foram positivas, três mistas e nenhuma negativa.
A quinta temporada teve 90% das 31 avaliações do Rotten Tomatoes com uma classificação positiva, com uma pontuação média de 7,86/10. O consenso do site diz: "Graças a uma dose liberal de ação emocionante e sangrenta e momentos atraentes o suficiente para recompensar os fãs de longa data, The Walking Dead Season 5 continua a oferecer entretenimento de primeira linha". O Metacritic deu à quinta temporada uma pontuação de 80/100 com base em 11 avaliações, todas positivas.
Para a sexta temporada, 76% das 24 avaliações do Rotten Tomatoes foram positivas, com uma pontuação média de 7,35/10. O consenso do site diz: "Seis temporadas de existência, The Walking Dead ainda está procurando maneiras de progredir, apesar dos remendos lentos que pouco fazem para avançar a trama". O Metacritic deu a sexta temporada 79/100 em com base em 10 avaliações, nove das quais foram positivas, uma mista e nenhuma negativa.
Para a sétima temporada, 64% das 15 avaliações do Rotten Tomatoes avaliaram positivamente, com uma pontuação média de 6,97/10. O consenso do site é: "Aumentar a profundidade dos personagens e a construção efetiva do mundo ajuda The Walking Dead a superar uma dependência cansada de violência excessiva e gratuita".
Para a oitava temporada, 64% das 16 avaliações do Rotten Tomatoes avaliaram positivamente, com uma pontuação média de 6,68/10. O consenso do site afirma que "a oitava temporada de The Walking Dead energiza seus personagens com alguma angústia e ação muito necessárias, embora ainda seja instável às vezes e não tenha progresso no enredo".
Para a nona temporada, 91% das 20 avaliações do Rotten Tomatoes foram positivas, com uma pontuação média de 7,22/10. O consenso do site diz: "Em nove temporadas, The Walking Dead parece mais vivo do que nunca, com tensão elevada e ritmo renovado rejuvenescendo esta franquia de longa duração".  O Metacritic deu à nona temporada 72/100 na base a 4 avaliações, 3 das quais positivas, uma mista e nenhuma negativa.
Para a temporada 10, 91% das 286 avaliações do Rotten Tomatoes foram positivas, com uma pontuação média de 7,29/10. O consenso do site diz: "Algumas mudanças na frente e atrás das câmeras permitem que o TWD crie espaço para novas histórias atraentes e alguns novos adversários realmente assustadores".

### Comentários sobre a diversidade
Alguns críticos comentaram sobre a crescente diversidade da série. Esta abordagem foi inicialmente aplaudida por comentaristas. Robert Kirkman discutiu a crescente diversidade do programa e das histórias em quadrinhos. Ele descreveu como lamenta a falta de diversidade nas primeiras edições da série de quadrinhos e explicou como elas teriam sido "muito mais diversificadas" se ele as tivesse iniciado agora.

### Audiência
Durante sua primeira temporada, The Walking Dead atraiu entre quatro e seis milhões de telespectadores. A audiência começou a aumentar em sua segunda temporada. Durante as temporadas três a seis, atraiu de dez a dezessete milhões de telespectadores. Em 2012, durante sua terceira temporada, tornou-se a primeira série a cabo na história da televisão a ter a maior audiência total de qualquer série durante estação de outono entre adultos de 18 a 49 anos de idade. Em 2014, a audiência total para a estreia da quinta temporada do programa foi de 17,3 milhões, tornando-o o episódio da série mais assistido na história da TV a cabo. Em 2016, um estudo do New York Times das 50 séries de televisão com mais curtidas no Facebook descobriu que, como a maioria das outras séries de zumbis, The Walking Dead "é mais popular nas áreas rurais, particularmente no sul do Texas e no leste de Kentucky". As classificações começaram a diminuir durante a sétima temporada e continuaram caindo constantemente, o que foi atribuído a uma variedade de fatores, incluindo a morte presumida de Rick. No final da nona temporada, menos espectadores estavam assistindo do que em qualquer momento desde a primeira temporada do programa.
| Temporada | Horário de exibição (por fuso horário) | Episódios | Estreia da temporada  | Estreia da temporada         | Final da temporada    | Final da temporada           | Média de telespectadores (em milhões) |
| Temporada | Horário de exibição (por fuso horário) | Episódios | Data                  | Telespectadores (em milhões) | Data                  | Telespectadores (em milhões) | Média de telespectadores (em milhões) |
| --------- | -------------------------------------- | --------- | --------------------- | ---------------------------- | --------------------- | ---------------------------- | ------------------------------------- |
| 1         | Domingo 10:00 pm                       | 6         | 31 de outubro de 2010 | 5.35                         | 5 de dezembro de 2010 | 5.97                         | 5.24                                  |
| 2         | Domingo 9:00 pm                        | 13        | 16 de outubro de 2011 | 7.26                         | 18 de março de 2012   | 8.99                         | 6.90                                  |
| 3         | Domingo 9:00 pm                        | 16        | 14 de outubro de 2012 | 10.87                        | 31 de março de 2013   | 12.40                        | 10.40                                 |
| 4         | Domingo 9:00 pm                        | 16        | 13 de outubro de 2013 | 16.11                        | 30 de março de 2014   | 15.68                        | 13.30                                 |
| 5         | Domingo 9:00 pm                        | 16        | 12 de outubro de 2014 | 17.30                        | 29 de março de 2015   | 15.78                        | 14.40                                 |
| 6         | Domingo 9:00 pm                        | 16        | 11 de outubro de 2015 | 14.63                        | 3 de abril de 2016    | 14.19                        | 13.15                                 |
| 7         | Domingo 9:00 pm                        | 16        | 23 de outubro de 2016 | 17.03                        | 2 de abril de 2017    | 11.31                        | 11.35                                 |
| 8         | Domingo 9:00 pm                        | 16        | 22 de outubro de 2017 | 11.44                        | 15 de abril de 2018   | 7.92                         | 7.82                                  |
| 9         | Domingo 9:00 pm                        | 16        | 7 de outubro de 2018  | 6.08                         | 31 de março de 2019   | 5.02                         | 4.95                                  |
| 10        | Domingo 9:00 pm                        | 22        | 6 de outubro de 2019  | 4.00                         | 4 de abril de 2021    | 2.12                         | 3.04                                  |
| 11        | Domingo 9:00 pm                        | 24        | 22 de agosto de 2021  | 2.22                         | 2022                  |                              |                                       |

## Prêmios e indicações
The Walking Dead foi inicada para "Melhor Nova Série" no Writers Guild of America Awards de 2011 e "Melhor Série de Drama de Televisão" no 68º Golden Globe Awards. A série foi nomeada um dos 10 melhores programas de televisão de 2010 pelo American Film Institute Awards de 2010. Para o 37º Saturn Awards, a série recebeu seis indicações - de "Melhor Apresentação na Televisão", "Melhor Ator de Televisão" para Andrew Lincoln, "Melhor Atriz de Televisão" para Sarah Wayne Callies, "Melhor Ator Coadjuvante de Televisão" para Steven Yeun, "Melhor Atriz Coadjuvante de Televisão" para Laurie Holden e "Melhor Papel como Convidado de Televisão" para Noah Emmerich. A série foi nomeada para "Melhor Série de Drama" no 1º Prêmios Critics' Choice Television. O episódio piloto "Days Gone Bye" recebeu três indicações no 63º Primetime Emmy Awards - "Melhor Edição de Som para uma Série" e "Efeitos Visuais Especiais Extraordinários para uma Série" e venceu por "Melhor Maquiagem Protética para Série, Minissérie, Filme, ou Especial". Para o 41º Saturn Awards, a série recebeu o maior número de indicações, com um total de sete, incluindo para a própria série, Andrew Lincoln para "Melhor Ator de Televisão", Norman Reedus para "Melhor Ator Coadjuvante de Televisão", Emily Kinney e Melissa McBride para "Melhor Atriz Coadjuvante na Televisão", Andrew J. West para "Melhor Ator Convidado na Televisão", e Chandler Riggs para "Melhor Ator Jovem na Televisão".

## Franquia e derivados

### Webisódios
Até o momento, quatro webséries baseadas em The Walking Dead foram lançadas através do site da AMC - Torn Apart (2011), Cold Storage (2012), The Oath (2013) e Red Machete (2017).

### Talking Dead
Um aftershow de televisão ao vivo intitulado Talking Dead estreou na AMC em 16 de outubro de 2011, após a apresentação pelo encore da estreia da segunda temporada de The Walking Dead. Talking Dead tem como anfitrião, o apresentador Chris Hardwick, que discute o último episódio com fãs, atores e produtores de The Walking Dead.

### Séries de televisão

#### Fear the Walking Dead
Em setembro de 2013, a AMC anunciou que estava desenvolvendo um spin-off de The Walking Dead, com personagens diferentes criados por Robert Kirkman. Em setembro de 2014, a AMC encomendou um episódio piloto, escrito por Kirkman e Dave Erickson, e dirigido por Adam Davidson. Em dezembro de 2014, foi confirmado que o spin-off seria ambientado na cidade de Los Angeles. A série estreou em 23 de agosto de 2015.
Fear the Walking Dead aborda o início do apocalipse zumbi e segue várias pessoas que escapam de Los Angeles enquanto os militares tentam colocar a cidade em quarentena e buscam refúgio ao longo da costa oeste dos Estados Unidos e do México. A quarta temporada de Fear the Walking Dead apresenta um crossover com The Walking Dead, especificamente através do personagem Morgan Jones (interpretado por Lennie James), que se junta ao elenco de Fear the Walking Dead após os eventos da oitava temporada de The Walking Dead. Da mesma forma, Dwight, interpretado por Austin Amelio, juntou-se a Fear the Walking Dead para sua quinta temporada em 2019.

#### The Walking Dead: World Beyond
Em abril de 2019, a AMC anunciou oficialmente que havia encomendado uma série de 10 episódios criada por Scott M. Gimple e Matthew Negrete. A série concentra-se na primeira geração de crianças que cresceram durante o apocalipse zumbi que se autodenominam "Endlings", e estão cientes de como sobreviver se forem confrontadas por elas. Contudo, elas foram criadas atrás dos muros e nunca chegaram a realmente experimentarem a sobrevivência extrema. A produção começou em julho de 2019 em Richmond, Virgínia, com Jordan Vogt-Roberts dirigindo o episódio piloto. A série é estrelada por Aliyah Royale, Alexa Mansour, Annet Mahendru, Nicolas Cantu, Hal Cumpston, Nico Tortorella e Julia Ormond. A série estreou em 4 de outubro de 2020 e consistiu de apenas duas temporadas.

#### The Walking Dead: Daryl Dixon
Uma série spinoff criada por Angela Kang e Scott M. Gimple para estrelar Reedus e McBride como seus personagens Daryl e Carol, respectivamente, também foi anunciada em setembro de 2020, com planos para ir ao ar em 2023 após a conclusão da décima primeira temporada do programa principal.

#### Tales of The Walking Dead
Em setembro de 2020, a AMC anunciou que Scott M. Gimple estavam desenvolvendo uma série de antologia episódica que seria baseada em personagens novos ou existentes que explorariam suas histórias individuais. Em outubro de 2021, a AMC aprovou uma primeira temporada de seis episódios com estreia em 14 de agosto de 2022. Channing Powell, que escreveu tanto para The Walking Dead quanto para Fear the Walking Dead, atuará como showrunner.

#### The Walking Dead: Dead City
Em março de 2022, a AMC informou que estava desenvolvendo um quinto spin-off de The Walking Dead intitulado Isle of the Dead girando em torno de Maggie e Negan com Lauren Cohan e Jeffrey Dean Morgan reprisando seus respectivos papéis da série original. Eli Jorné, escritor e co-produtor executivo de The Walking Dead, foi contratado como showrunner ao lado de Cohan e Morgan como produtores executivos. No final de agosto, o título da série foi renomeado para The Walking Dead: Dead City. Em julho de 2023, a série foi renovada para uma segunda temporada.

#### The Walking Dead: The Ones Who Live
Em 2018, após sua saída da série principal The Walking Dead, foi anunciado que Andrew Lincoln estrelaria uma trilogia de filmes com foco em Rick Grimes para a AMC. Scott M. Gimple foi escalado para escrever os roteiros, com produção prevista para começar em 2019.
Em 2019, um teaser trailer foi revelado, confirmando que a trilogia seria lançada nos cinemas distribuída pela Universal Pictures. O criador dos quadrinhos The Walking Dead, Robert Kirkman, estaria "fortemente" envolvido com a trilogia.
Porém, o plano dos filmes não seguiu em frente e uma minissérie foi anunciada em julho de 2022 por Scott M. Gimple, Andrew Lincoln e Danai Gurira na San Diego Comic-Con 2022. Lincoln e Gurira concordaram em reprisar seus respectivos papéis da série de televisão. A série limitada é composta por seis episódios. Foi intitulada The Walking Dead: Rick & Michonne em abril de 2023. Em julho de 2023, o título foi alterado para The Walking Dead: The Ones Who Live.

### Paródias
Devido à sua popularidade, The Walking Dead inspirou dezenas de paródias apresentados em canais do YouTube como Bad Lip Reading e séries de televisão como Saturday Night Live e Mad TV. Bad Lip Reading fez uma paródia amplamente vista envolvendo Rick e o Governador, intitulada "La-Bibbida-Bibba-Dum". O elenco da série viu a paródia na San Diego Comic-Con em 2013, e David Morrissey - que interpreta o Governador - reagiu dizendo que agora entendia por que tantas pessoas andavam até ele na rua e deixavam escapar: "Ei, La-Bibbida-Bibba-Dum!" Até ver o vídeo, ele se perguntou, "o que há de errado com essas pessoas?" The Walking Dead também foi representado como uma comédia ao vivo pelo comediante inglês Dan Willis no Festival de Edimburgo. Um filme de paródia chamado The Walking Deceased foi lançado em 2015.